# Lamaachate
Lamaachate  (in arabo لمعاشات‎?) è un centro abitato e comune rurale del Marocco situato nella provincia di Safi, regione di Marrakech-Safi. Conta una popolazione di 15 389 abitanti (censimento 2014).